# سانتياغو مونتويا مونيوث
سانتياغو مونتويا مونيوث (بالإسبانية: Santiago Montoya Muñoz) (15 سبتمبر 1991 بميديلين في كولومبيا - ) هو لاعب كرة قدم كولومبي في مركز الوسط. لعب مع فيتوريا دي غيماريش ونادي فاسكو دا غاما وVitória S.C. B ‏ ونادي أتليتكو للبنين ‏.

## وصلات خارجية
- سانتياغو مونتويا مونيوث على موقع قاعدة بيانات كرة القدم.إي يو (الإنجليزية)
- سانتياغو مونتويا مونيوث على موقع ناشيونال فوتبول تيمز (الإنجليزية)
- سانتياغو مونتويا مونيوث على موقع Soccerway.com (الإنجليزية)
- سانتياغو مونتويا مونيوث على موقع عالم كرة القدم.نت (الإنجليزية)
- سانتياغو مونتويا مونيوث على موقع AS.com (الإسبانية)